# Rosa Fabián Martínez
Rosa María Fabián Martínez (Barcelona, 24 de juliol de 1949) és una economista i política catalana.

## Biografia
Es llicencià en ciències econòmiques i s'especialitzà en Teoria Política. El 1977 va ingressar a Comissions Obreres, sindicat del qual és membre del del Gabinet Tècnic i Jurídic i membre de la Comissió de control Administratiu i Financer. També fou col·laboradora tècnica en la Direcció General de Serveis Socials de la Conselleria de Sanitat de la Generalitat de Catalunya. Fou escollida diputada per Iniciativa per Catalunya (IC) a les eleccions al Parlament de Catalunya de 1988. Ha estat secretària quarta del Parlament de Catalunya, secretària quarta de la Comissió de Govern Interior i secretària quarta de la Comissió de Reglament del Parlament de Catalunya.
Ha estat membre de la Comissió d'economia i previsió social complementària del Tribunal Laboral de Catalunya i també ha donat suport jurídic i tècnic a les reivindicacions laborals dels treballadors de Can Baumann.